# Conacul Hagianoff
Conacul Hagianoff este un ansamblu de monumente istorice aflat pe teritoriul satului Manasia, comuna Manasia.
Ansamblul este format din următoarele monumente:
- Conac (cod LMI IL-II-m-A-14146.01)
- Cramă (cod LMI IL-II-m-A-14146.02)
- Parc (cod LMI IL-II-m-A-14146.03)

## Galerie

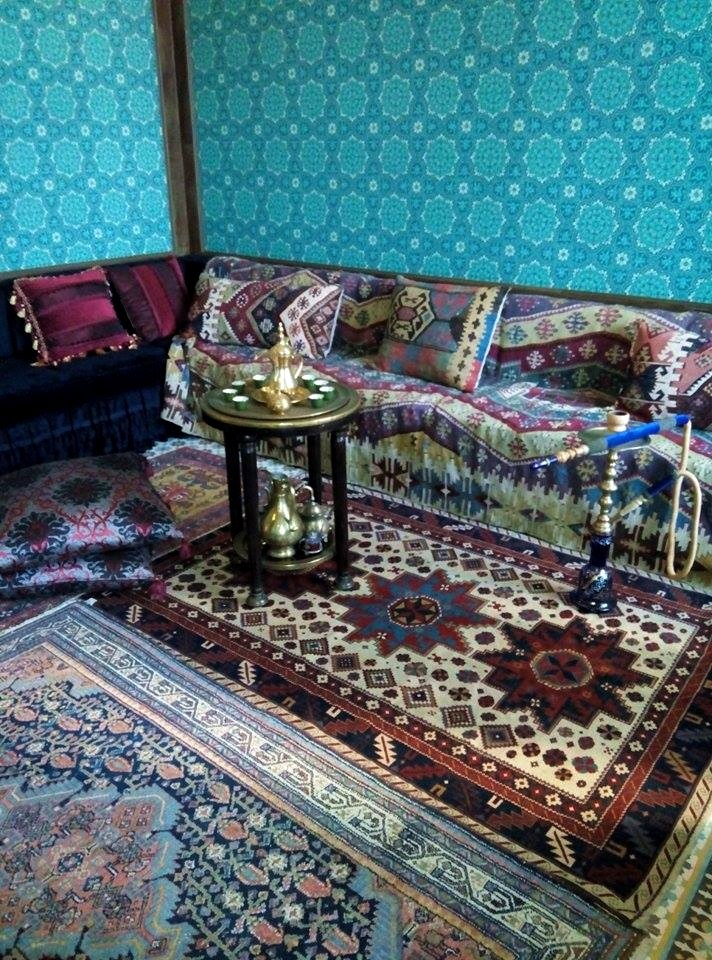
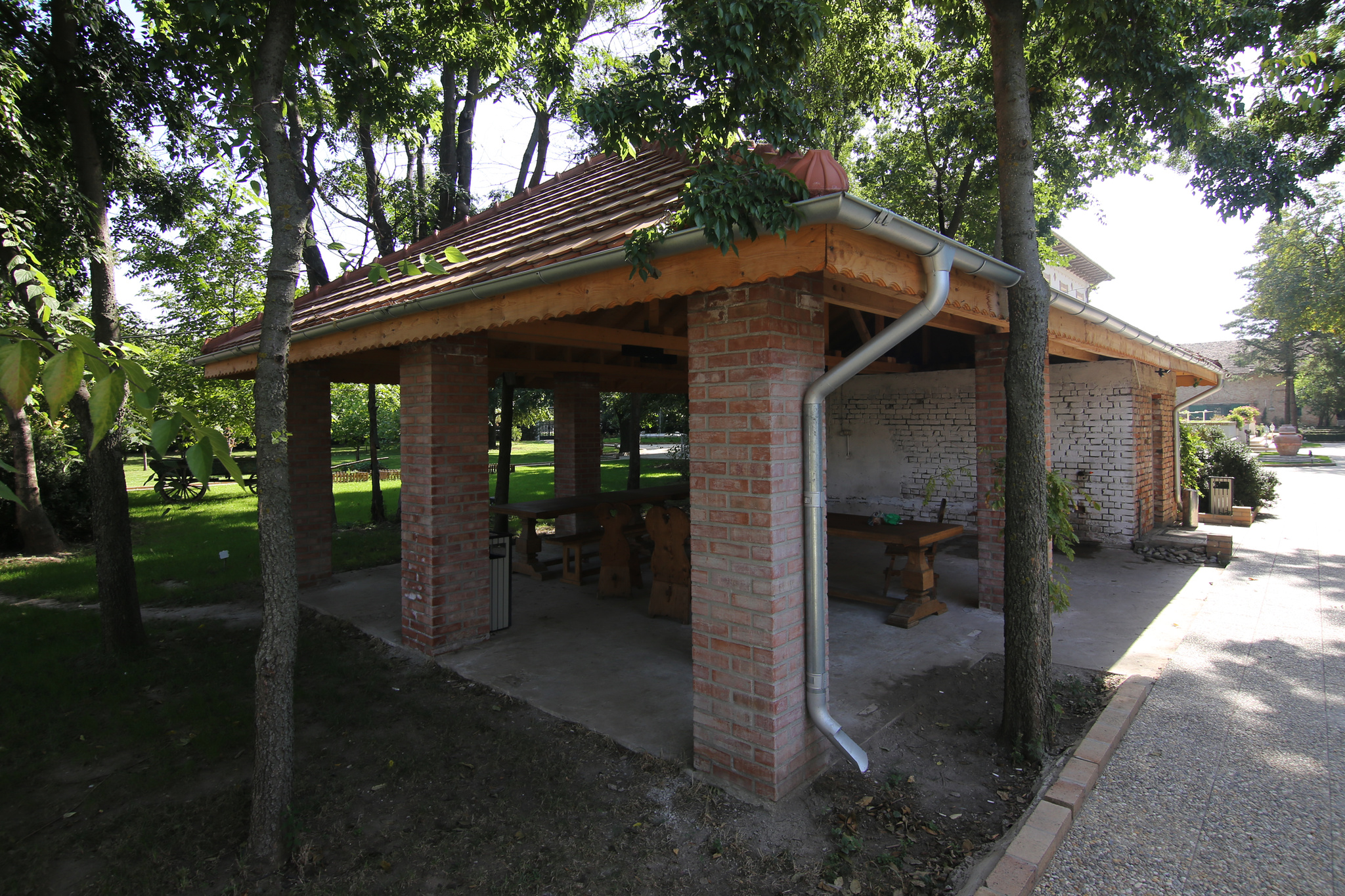
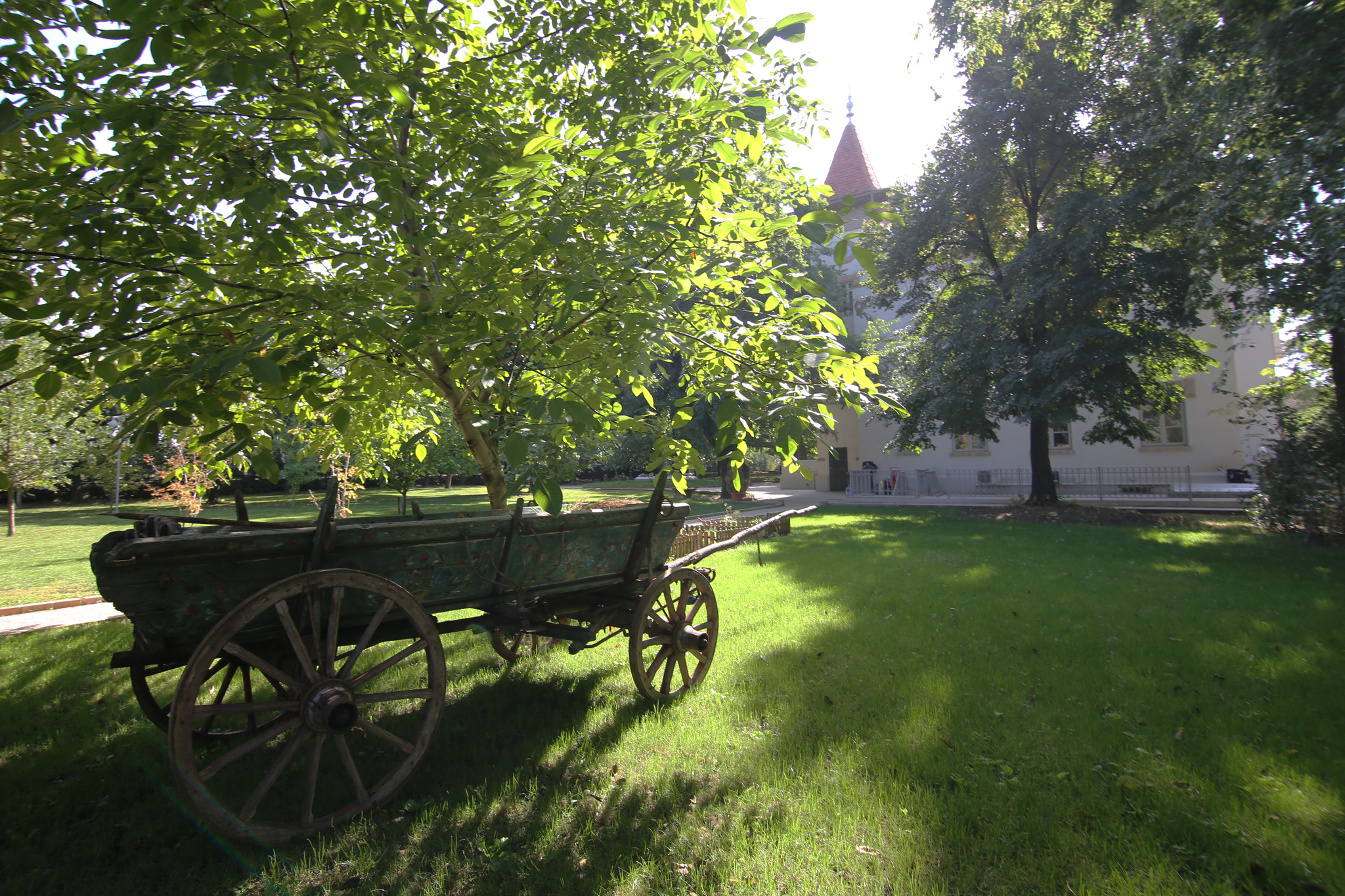
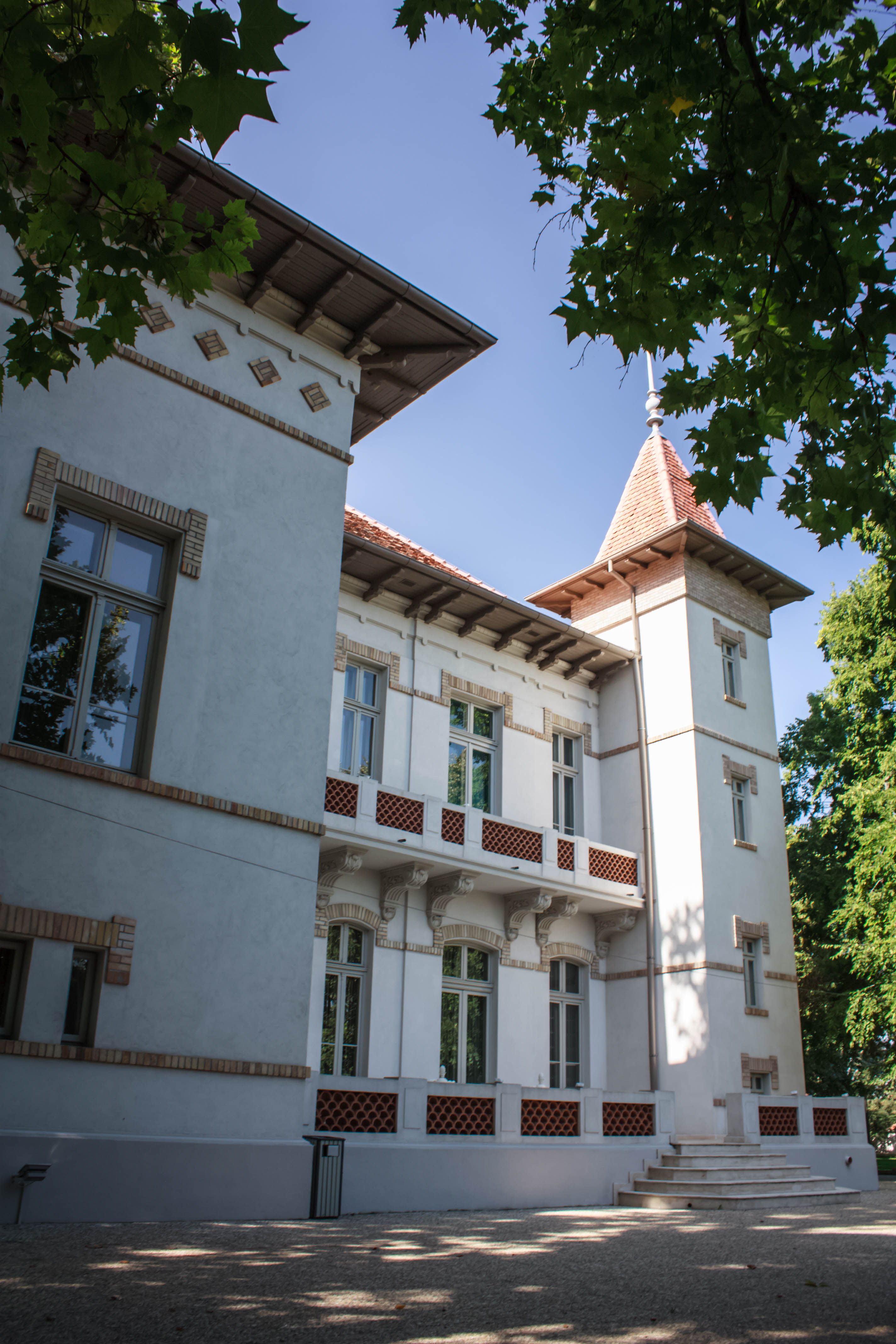
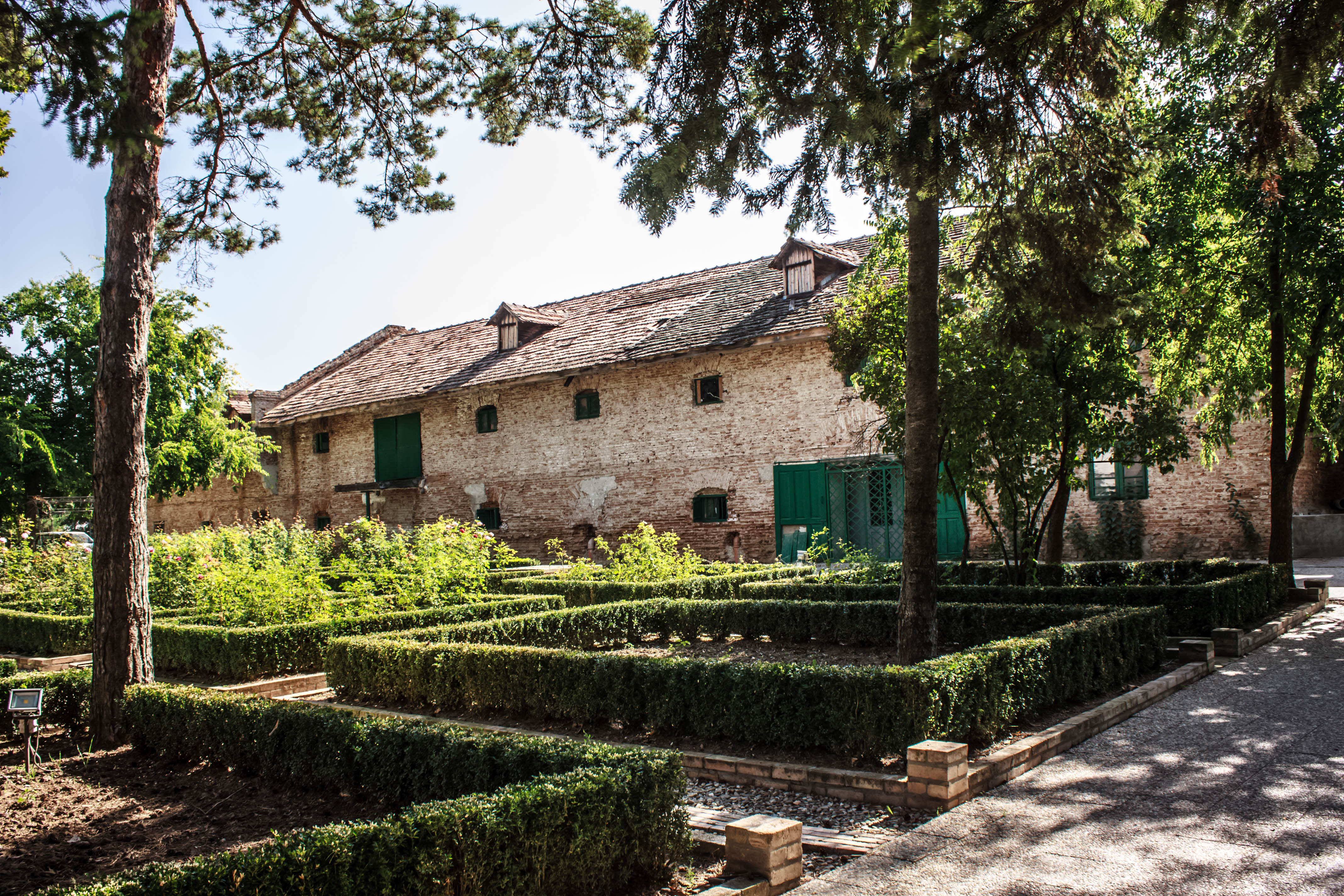
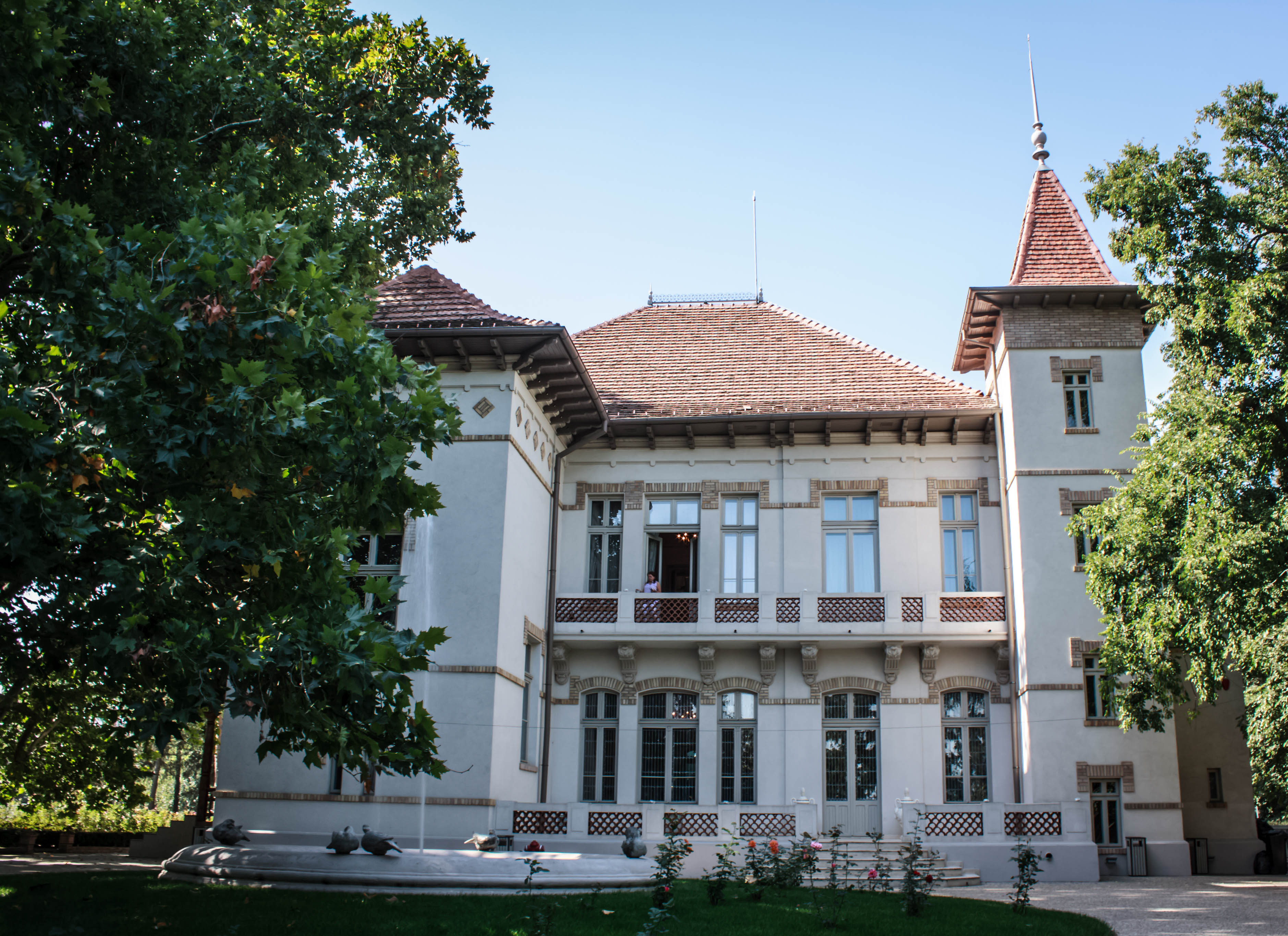
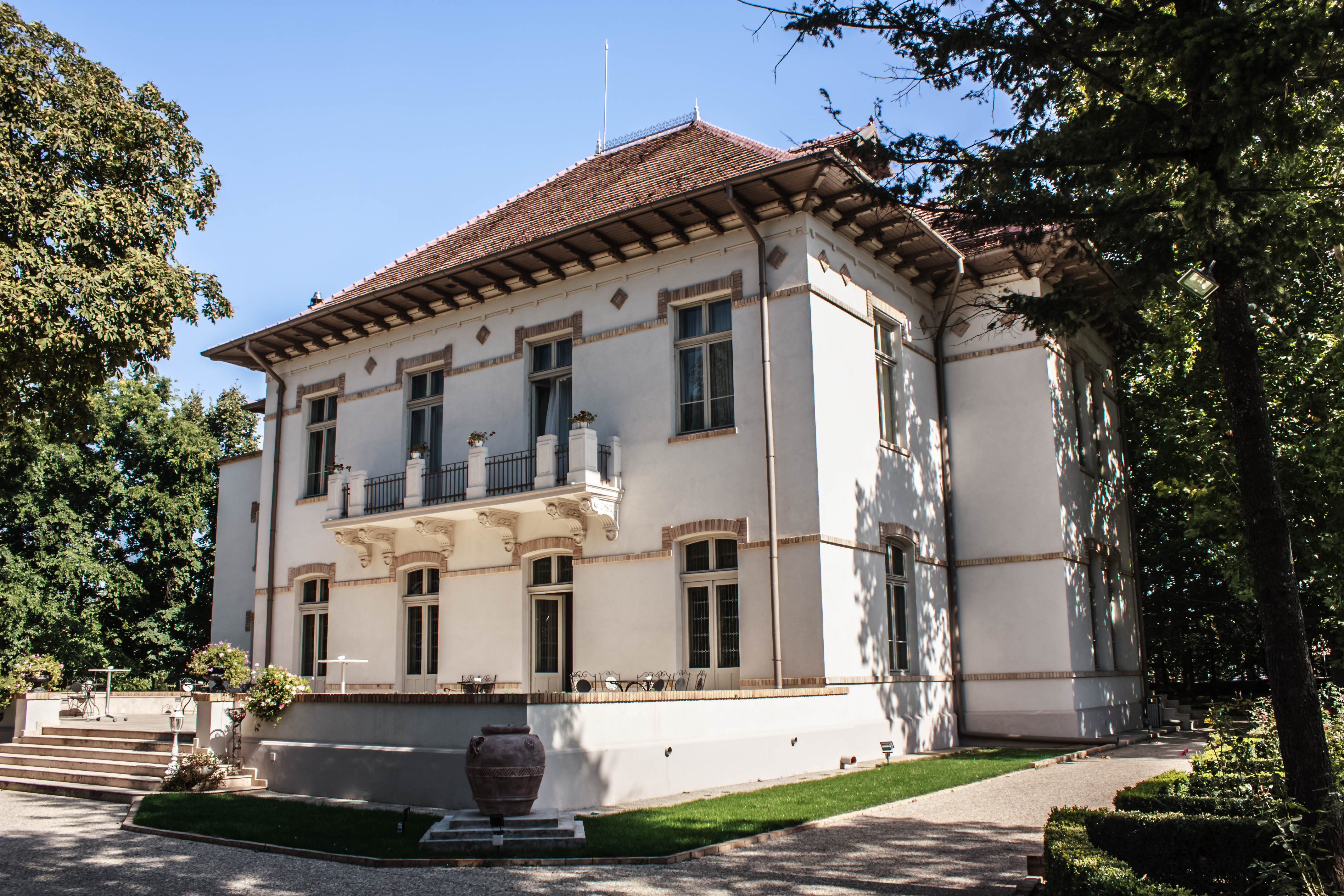
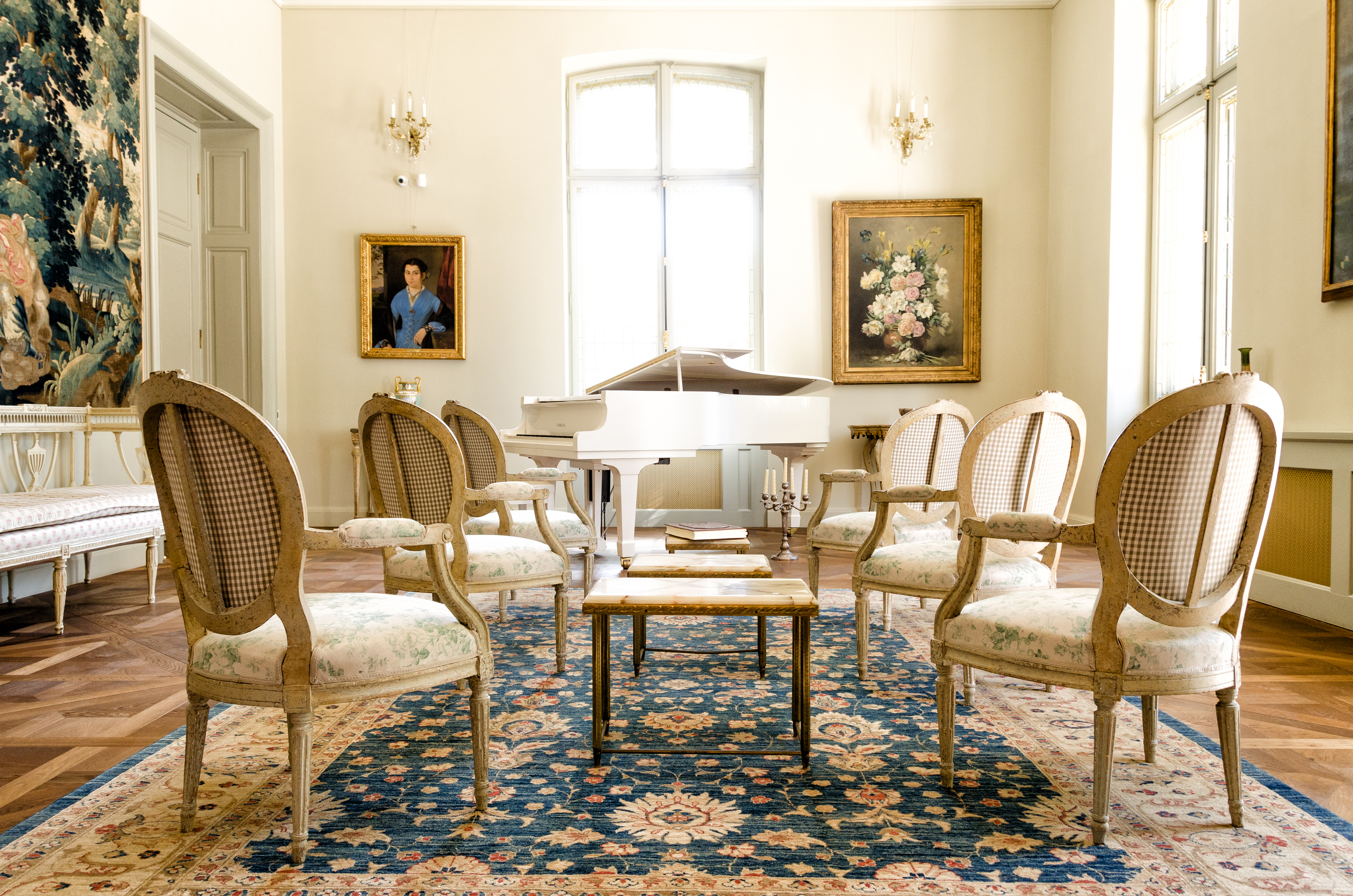